# Gemeines Ölpalmenhörnchen
Das Gemeine Ölpalmenhörnchen (Protoxerus stangeri) ist ein baumlebender Vertreter aus der Familie der Hörnchen. Gemeinsam mit dem Schlankschwanzhörnchen (Protoxerus aubinnii) bildet es die Gattung der Ölpalmenhörnchen.

## Merkmale
Das Gemeine Ölpalmenhörnchen erreicht eine Kopf-Rumpf-Länge von etwa 27 bis 30 Zentimetern sowie eine Schwanzlänge von ebenfalls etwa 30 Zentimetern. Die mittlere Kopf-Rumpf-Länge beträgt bei den Weibchen 27,6 Zentimeter und bei den Männchen 28,0 Zentimeter. Das Gewicht reicht von etwa 540 Gramm bis 660 Gramm. Es ist damit eines der größten Baumhörnchen innerhalb seines Verbreitungsgebietes.
Das Rückenfell ist braun, wobei es in seiner Tönung von rot- und gelbbraun bis fast schwarz reichen kann. Der Bauch ist spärlich behaart und weiß, gelb oder dunkler. Der buschige Schwanz ist grau mit undeutlicher dunklerer Bänderung. Der Schwanz wird beim Laufen gerade hinter den Körper gehoben, beim Ruhen seitlich abgelegt. Die Fellfarbe variiert regional und zwischen den Unterarten teilweise sehr stark.

## Verbreitung
Diese Tierart kommt in den Waldgebieten von West- und Zentralafrika vor. Das Verbreitungsgebiet reicht von Sierra Leone und Liberia in Westafrika über Uganda und Ruanda bis zum Kakamega Forest National Reserve in Kenia und in südlicher Richtung bis in den Norden Angolas. In Angola sowie im angolanischen Grenzgebiet zur Demokratischen Republik Kongo gibt es zudem zwei isolierte Vorkommen der Art. Zudem lebt die Art auf der zu Äquatorialguinea gehörenden Insel Bioko.
Die Höhenverbreitung der Art reicht bis etwa 2000 Meter. Man findet diese Art auch auf landwirtschaftlich genutzten Flächen.

## Lebensweise
Das Gemeine Ölpalmenhörnchen kommt in den Tiefland- und Saumwäldern innerhalb seines Verbreitungsgebietes vor, lebt zudem jedoch auch in landwirtschaftlich genutzten Flächen sowie in Sekundärwäldern und Plantagen. Es ist baumlebend (arboricol) und lebt vor allem in den oberen Baumkronenbereichen, auf den Boden kommt es nur selten vor. Die Tiere sind tagaktiv und können von der Morgendämmerung bis zum späten Nachmittag beobachtet werden.
Die Hörnchen bilden Nester in Baumhöhlen oder in Astgabeln. Das Nest wird aus Zweigen und frischen Blättern gebildet und teilweise mehrere Jahre genutzt. Die Tiere leben als Einzelgänger und vermeiden die Begegnung mit Artgenossen außerhalb der Paarungszeit und der Aufzucht der Jungtiere. Entsprechend gehen sie allein auf Nahrungssuche und verhalten sich gegenüber anderen Hörnchen in den Nahrungsbäumen aggressiv. Die subadulten und adulten Weibchen nutzen Gebiete von 3,2 bis 5 Hektar. Die Kommunikation erfolgt im Wesentlichen über zwei verschiedene Alarmrufe. Der mildere Alarmruf besteht aus mehreren hintereinander erfolgen Schnauf- und Nieslauten, ergänzt um Klicklaute, die durch die Zähne erzeugt werden. Der stärkere Alarmruf besteht aus einer Serie aus Rufen mit abnehmender Frequenz, die alle 5 bis 20 Sekunden wiederholt wird. Gegenüber unbekannten Objekten reagieren die Hörnchen, indem sie den Schwanz über den Rücken heben und ihn über dem Rücken pendeln lassen.

### Ernährung
Das Hörnchen ernährt sich von Samen und Früchten verschiedener Baum- und Lianenarten, darunter den Früchten der Ölpalme und der Dattelpalmen (Phoenix). Hinzu kommen Arten wie Panda oleosa, Coula edulis sowie verschiedene Arten der Gattungen Klaineodaxa, Irvingia, Pseudospondias, Musanga, Parinari, Chrysophyllum, Carapa, Caloncoba, Cordia und Urera. Darüber hinaus konsumieren sie auch geringe Mengen von Blättern sowie Insekten, vereinzelt wurden sie auch für die Tötung von nistenden Nashornvögeln verantwortlich gemacht.

### Fortpflanzung
Über die Fortpflanzung der Hörnchen ist bislang wenig bekannt. Sie ist wahrscheinlich nicht an eine bestimmte Jahreszeit gebunden, da Weibchen mit Jungtieren zu verschiedenen Zeiten beobachtet wurden. Zur Paarung verfolgen die Männchen die paarungsbereiten Weibchen, bevor sie diese begatten. Die Weibchen werfen wahrscheinlich ein- oder zweimal im Jahr und gebären dabei jeweils ein bis zwei Jungtiere.

### Fressfeinde
Unter den Fressfeinden des Gemeinen Ölpalmhörnchens spielen vor allem Adler und andere Greifvögel eine Rolle, da sich die Hörnchen hauptsächlich in den höheren Baumwipfeln aufhalten.

## Systematik
Das Gemeine Ölpalmenhörnchen wird als eigenständige Art innerhalb der Gattung der Ölpalmenhörnchen (Protoxerus) eingeordnet, die aus ihm und dem Schlankschwanzhörnchen (Protoxerus aubinnii) gebildet wird. Die wissenschaftliche Erstbeschreibung stammt von George Robert Waterhouse aus dem Jahr 1842 anhand eines Individuums von der Insel Bioko, Äquatorialguinea.
Innerhalb der weitverbreiteten Art werden zwölf Unterarten unterschieden:
- Protoxerus stangeri stangeri von der Insel Bioko (Nominatform)
- Protoxerus stangeri bea aus dem Kakamega Forest in Kenia
- Protoxerus stangeri centricola vom Mount Nkungwe in Tansania
- Protoxerus stangeri cooperi aus dem Sango Bay Forest in Uganda
- Protoxerus stangeri eborivorus aus Gabun, Kamerun, Äquatorialguinea und der Zentralafrikanischen Republik
- Protoxerus stangeri kabobo vom Mount Kabobo in der Demokratischen Republik Kongo
- Protoxerus stangeri kwango aus Kwango in der Demokratischen Republik Kongo
- Protoxerus stangeri loandae aus den Wäldern im Norden Angolas
- Protoxerus stangeri nigeriae aus Togo, Benin und Nigeria
- Protoxerus stangeri personatus aus dem Mündungsbereich des Kongo in der Demokratischen Republik Kongo
- Protoxerus stangeri signatus aus dem Bereich um Lodja am Lukenie in der Demokratischen Republik Kongo
- Protoxerus stangeri temminckii von Sierra Leone und Liberia ostwärts bis Ghana

## Bestand und Gefährdung, Schutz
Das Gemeine Ölpalmenhörnchen wird von der International Union for Conservation of Nature and Natural Resources (IUCN) als nicht gefährdet („least concern“) eingestuft, da es in seinem vergleichsweise großen Verbreitungsgebiet häufig vorkommt und keine größeren Bedrohungen existieren. Zudem ist es sehr anpassungsfähig an veränderte Lebensräume und kommt in mehreren geschützten Gebieten wie dem Tai National Park in der Elfenbeinküste und dem Kibale National Park in Uganda vor. Eine potenzielle Gefährdung geht durch den Lebensraumverlust bei der Umwandlung von Waldgebieten aus, allerdings kann das Hörnchen auch in landwirtschaftlich genutzten Flächen und Kakao-Plantagen überleben.
In Teilen seines Verbreitungsgebietes wird das Hörnchen als bushmeat bejagt und verzehrt.

## Belege
1. 1 2 3 4 5 6 7 8 9 10  Richard W. Thorington Jr., John L. Koprowski, Michael A. Steele: Squirrels of the World. Johns Hopkins University Press, Baltimore MD 2012; S. 247–248. ISBN 978-1-4214-0469-1
2. 1 2 3 4 5  Protoxerus stangeri in der Roten Liste gefährdeter Arten der IUCN 2013.1. Eingestellt von: Grubb, P. & Ekué, M.R.M., 2008. Abgerufen am 1. November 2013.
3. 1 2 3  Don E. Wilson & DeeAnn M. Reeder (Hrsg.): Protoxerus strangeri in Mammal Species of the World. A Taxonomic and Geographic Reference (3rd ed).